# Klaas Touwen
Klaas Touwen (Herwen en Aerdt, 18 juni 1957) is een Nederlands predikant, theoloog en eindredacteur.

## Levensloop

### Jeugd en opleiding
Touwen werd geboren als een schipperskind. Zijn ouders waren allebei binnenvaartschipper die zowel in Nederland als in Duitsland voeren. Op zijn zesde kwam hij te wonen bij een Rotterdams gezin.
Touwen studeerde theologie aan de Universiteit Utrecht en de Katholieke Theologische Hogeschool Utrecht. Daarnaast studeerde hij ook in Zwitserland aan de Baptisten Theologische Faculteit. Hij volgde een  kerkelijke opleiding aan de Universiteit van Amsterdam en een doctoraal in Oude Testament aan de Katholieke Theologische Universiteit Utrecht.

### Loopbaan
Touwen begon zijn werk als jongerenpastor. Hij diende voor de lutherse kerk in Amsterdam en de hervormde gemeente in Durgerdam. Hierna was hij vanaf 1992 opeenvolgend predikant in Ellecom, De Steeg, Blaricum, Arnhem, Angeren, Deil en Enspijk. In de gevangenis van Zutphen werkte hij als justitiepredikant. Hij was daarnaast ook docent theologie aan Hogeschool Windesheim in Zwolle en leesroosterdeskundige van het Nederlands-Vlaams Bijbelgenootschap. Tevens was hij eindredacteur van De Eerste Dag, het tijdschrift van de Raad van Kerken in Nederland en voorzitter van de Vereniging Afgestudeerden Katholieke Theologie en de Commissie Oecumenisch Leesrooster. Sinds 2005 voert hij de einderedactie van Tijdschrift voor Verkondiging. Sinds 2022 is hij predikant in de Nederlandse kerk in Zuid-Duitsland.

## Bladmuziek
- Verblijd u in de Heer te allen tijd
- Hoor de herders, hoe ze Hem loven
- O Jezus, hoe vertrouwd en goed

## Publicaties
- (2003) Tezelfdertijd
- (2006) Dagboek 2007
- (2010) Trouwvieringen
- (2011) Rouwvieringen
- (2013) Een gezegend leven
- (2014) Paulus zelf
- (2015) In naam van Paulus
- (2017) Steenrots en struikelblok
- (2023) In wind en vuur. Alle liederen van Willem Barnard